# Y343 Lunden
Y343 Lunden er et stationsfartøj ved Søværnets Skole, Center for Våben (VBC), hvor skibets primære opgaver er at trække slæbemål og flytte de faste skydemål i skydeområderne ud for Sjællands Odde. Skibet hejste kommando i Søværnsregi den 20. januar 2011 og blev i samme forbindelse navngivet Lunden af orlogspræst Camilla Munck. Skibet hørte tidligere under Marinehjemmeværnet under navnet Bopa hvor det forrettede tjeneste fra 1973 frem til 2010. Lunden var det sidste fartøj af MHV 90-klassen i statslig tjeneste. 

## Tidligere skibe
I Søværnet har man tidligere benyttet et skib ved samme navn, Lunden blev bygget og søsat i 1941 ved Brødrene Nipper i Skagen. Under krigen blev den erobret af tyskerne og brugt i tysk tjeneste. I 1944 blev den leveret tilbage til Søværnet hvor den efter krigen blev indsat ved minestrygningstjenesten. Indtil 1965 tjente Lunden som inspektionskutter ved Færøerne, hvorefter det blev overført til det daværende Artilleriskole Sjællands Odde (nu Søværnets Våbenkursus (VBK)). I 1974 fik Lunden sit nuværende navn. Skibet var cirka 18 meter langt, 5 meter bredt og vejede 42 tons. Lunden blev solgt på auktion den 4. maj 2011 for 28.000 kroner.